# مقاطعة أولت
مقاطعة أولت (بالرومانية: Județul Olt)‏ هي مقاطعة في رومانيا، بلغ عدد سكانها 436,400  نسمة وذلك حسب إحصائيات سنة 2011، عاصمتها سلاتينا، تبلغ مساحتها 5,498 كيلومتر مربع.

## التقسيمات الإدارية
- Corabia [الإنجليزية]‏
- Brebeni [الإنجليزية]‏
- Corbu, Olt [الإنجليزية]‏
- Crâmpoia [الإنجليزية]‏
- Cungrea [الإنجليزية]‏
- Deveselu [الإنجليزية]‏
- Dobrun, Olt [الإنجليزية]‏
- Găneasa, Olt [الإنجليزية]‏
- Bărăști [الإنجليزية]‏
- Gostavățu [الإنجليزية]‏
- Ianca, Olt [الإنجليزية]‏
- Sprâncenata [الإنجليزية]‏
- Mihăești, Olt [الإنجليزية]‏
- Osica de Jos [الإنجليزية]‏
- Perieți, Olt [الإنجليزية]‏
- Scărișoara, Olt [الإنجليزية]‏
- Fălcoiu [الإنجليزية]‏
- سلاتينا
- Șerbănești [الإنجليزية]‏
- Gura Padinii [الإنجليزية]‏
- Piatra-Olt [الإنجليزية]‏
- Pleșoiu [الإنجليزية]‏
- Brâncoveni [الإنجليزية]‏
- Potcoava [الإنجليزية]‏
- Redea [الإنجليزية]‏
- Făgețelu [الإنجليزية]‏
- Cezieni [الإنجليزية]‏
- Cârlogani [الإنجليزية]‏
- Văleni, Olt [الإنجليزية]‏
- Stoicănești [الإنجليزية]‏
- Studina [الإنجليزية]‏
- Drăgănești-Olt [الإنجليزية]‏
- Tătulești [الإنجليزية]‏
- Bârza [الإنجليزية]‏
- Topana, Olt [الإنجليزية]‏
- Valea Mare, Olt [الإنجليزية]‏
- Traian, Olt [الإنجليزية]‏
- Rotunda, Olt [الإنجليزية]‏
- Vulpeni [الإنجليزية]‏
- Caracal, Romania [الإنجليزية]‏
- Drăghiceni [الإنجليزية]‏
- Gârcov [الإنجليزية]‏
- Băbiciu [الإنجليزية]‏
- Baldovinești [الإنجليزية]‏
- Bobicești [الإنجليزية]‏
- Brastavățu [الإنجليزية]‏
- Bucinișu [الإنجليزية]‏
- Cilieni [الإنجليزية]‏
- Stoenești, Olt [الإنجليزية]‏
- Colonești, Olt [الإنجليزية]‏
- Coteana [الإنجليزية]‏
- Curtișoara [الإنجليزية]‏
- Strejești [الإنجليزية]‏
- Dăneasa [الإنجليزية]‏
- Dobrețu [الإنجليزية]‏
- Dobrosloveni [الإنجليزية]‏
- Ipotești, Olt [الإنجليزية]‏
- Dobroteasa [الإنجليزية]‏
- Fărcașele [الإنجليزية]‏
- Giuvărăști [الإنجليزية]‏
- Grădinari, Olt [الإنجليزية]‏
- Iancu Jianu, Olt [الإنجليزية]‏
- Icoana [الإنجليزية]‏
- Izbiceni [الإنجليزية]‏
- Izvoarele, Olt [الإنجليزية]‏
- Leleasca [الإنجليزية]‏
- Mărunței [الإنجليزية]‏
- Morunglav [الإنجليزية]‏
- Movileni, Olt [الإنجليزية]‏
- Nicolae Titulescu, Olt [الإنجليزية]‏
- Obârșia [الإنجليزية]‏
- Oboga [الإنجليزية]‏
- Oporelu [الإنجليزية]‏
- Optași-Măgura [الإنجليزية]‏
- Orlea [الإنجليزية]‏
- Osica de Sus [الإنجليزية]‏
- Vădăstrița [الإنجليزية]‏
- Milcov, Olt [الإنجليزية]‏
- Pârșcoveni [الإنجليزية]‏
- Poboru [الإنجليزية]‏
- Priseaca [الإنجليزية]‏
- Radomirești [الإنجليزية]‏
- Rusănești [الإنجليزية]‏
- Schitu, Olt [الإنجليزية]‏
- Seaca, Olt [الإنجليزية]‏
- Sâmburești [الإنجليزية]‏
- Spineni [الإنجليزية]‏
- Balș [الإنجليزية]‏
- Ștefan cel Mare, Olt [الإنجليزية]‏
- Teslui, Olt [الإنجليزية]‏
- Tia Mare [الإنجليزية]‏
- Tufeni [الإنجليزية]‏
- Urzica [الإنجليزية]‏
- Slătioara, Olt [الإنجليزية]‏
- Vădastra [الإنجليزية]‏
- Scornicești [الإنجليزية]‏
- Verguleasa [الإنجليزية]‏
- Vișina, Olt [الإنجليزية]‏
- Vitomirești [الإنجليزية]‏
- Vâlcele, Olt [الإنجليزية]‏
- Vlădila [الإنجليزية]‏
- Voineasa, Olt [الإنجليزية]‏
- Vulturești, Olt [الإنجليزية]‏
- Bălteni, Olt [الإنجليزية]‏
- Călui [الإنجليزية]‏
- Găvănești [الإنجليزية]‏
- Ghimpețeni [الإنجليزية]‏
- Grădinile [الإنجليزية]‏
- Sârbii-Măgura [الإنجليزية]‏
- Vișina Nouă [الإنجليزية]‏
- Șopârlița [الإنجليزية]‏
- Grojdibodu [الإنجليزية]‏.